# Éditions le Griffon d'Argile
Vous pouvez aider à l'améliorer ou bien discuter des problèmes sur sa page de discussion.
- Il ne cite pas suffisamment ses sources. Vous pouvez indiquer les passages à sourcer avec {{référence nécessaire}} ou {{Référence souhaitée}}, et inclure les références utiles en les liant aux notes de bas de page. (Marqué depuis septembre 2018)
- Il ne s’appuie pas, ou pas assez, sur des sources secondaires ou tertiaires. (Marqué depuis septembre 2018)

- Archive Wikiwix
- Bing
- Cairn
- DuckDuckGo
- E. Universalis
- Gallica
- Google
- G. Books
- G. News
- G. Scholar
- Persée
- Qwant
- (zh) Baidu
- (ru) Yandex
- (wd) trouver des œuvres sur Wikidata

Le Griffon d'Argile est une maison d'édition collégiale et universitaire québécoise fondée en 1969 à Québec par un groupe de professeurs en chimie au Cégep Sainte-Foy qui inclut Gaston J. Beaudoin et André Gosselin. Gaston J. Beaudoin dirigera l'entreprise de ses débuts jusqu'en 1988, où il est remplacé par André Gosselin. Par malheur, Gaston J. Beaudoin s'éteindra subitement en 1994. En 2003, Modulo Éditeur se porte acquéreur du Griffon d'Argile et les deux entreprises fusionnent formant un tout : Modulo-Griffon.
De 1978 à 2002, la maison Griffon d'Argile était située à Sainte-Foy (Québec).